# أودد كريستيان إيكينغ
أودد كريستيان إيكينغ (بالنرويجية: Odd Christian Eiking) (و. 1994  م) هو راكب دراجة هوائية نرويجي، شارك في طواف إسبانيا، وطواف فرنسا 2019.

## سجل الفوز

### سباقات أو مراحل فاز بها
| التاريخ       | السباق                        | المركز                                                                   |
| ------------- | ----------------------------- | ------------------------------------------------------------------------ |
| 10 مايو 2014  | سوندفولدن جراند بريكس 2014    | الرابع في التصنيف العام                                                  |
| 11 مايو 2014  | رينجيريك جراند بريكس 2014     | الخامس في التصنيف العام                                                  |
| 20 يوليو 2014 | 2014 Giro della Valle d'Aosta |                                                                          |
| 09 مايو 2015  | سوندفولدن جراند بريكس 2015    | الخامس في التصنيف العام                                                  |
| 10 مايو 2015  | رينجيريك جراند بريكس 2015     | الثالث في التصنيف العام                                                  |
| 24 مايو 2015  | طواف النرويج 2015             | الأول في تصنيف أفضل شاب                                                  |
| 31 مايو 2015  | 2015 Peace Race U23           | الثالث في التصنيف العام، الثالث في تصنيف النقاط                          |
| 16 أغسطس 2015 | سباق النرويج 2015             | الثاني في تصنيف أفضل شاب، السادس في التصنيف العام                        |
| 22 مايو 2016  | طواف النرويج 2016             | الأول في تصنيف أفضل شاب، الثالث في تصنيف النقاط، الرابع في التصنيف العام |
| 14 أغسطس 2016 | سباق النرويج 2016             | الثاني في تصنيف أفضل شاب، الخامس في التصنيف العام                        |
| 22 يناير 2017 | داون أندر 2017                | الرابع في تصنيف أفضل شاب                                                 |
| 28 مايو 2017  | 2017 Boucles de l'Aulne       | الفائز في التصنيف العام                                                  |
| 18 أغسطس 2019 | سباق النرويج 2019             | الأول في تصنيف الجبال، العاشر في تصنيف أفضل شاب، السابع في تصنيف النقاط  |

## روابط خارجية
- أودد كريستيان إيكينغ على موقع الاتحاد الدولي للدراجات (الإنجليزية)
- أودد كريستيان إيكينغ على موقع أرشيف الدراجات (الإنجليزية)
- أودد كريستيان إيكينغ على موقع إحصائيات الدراجات الإحترافية (الإنجليزية)
- أودد كريستيان إيكينغ على موقع نسبة الدراجات (الإنجليزية)
- أودد كريستيان إيكينغ على موقع CycleBase (الإنجليزية)